# 은사주의자

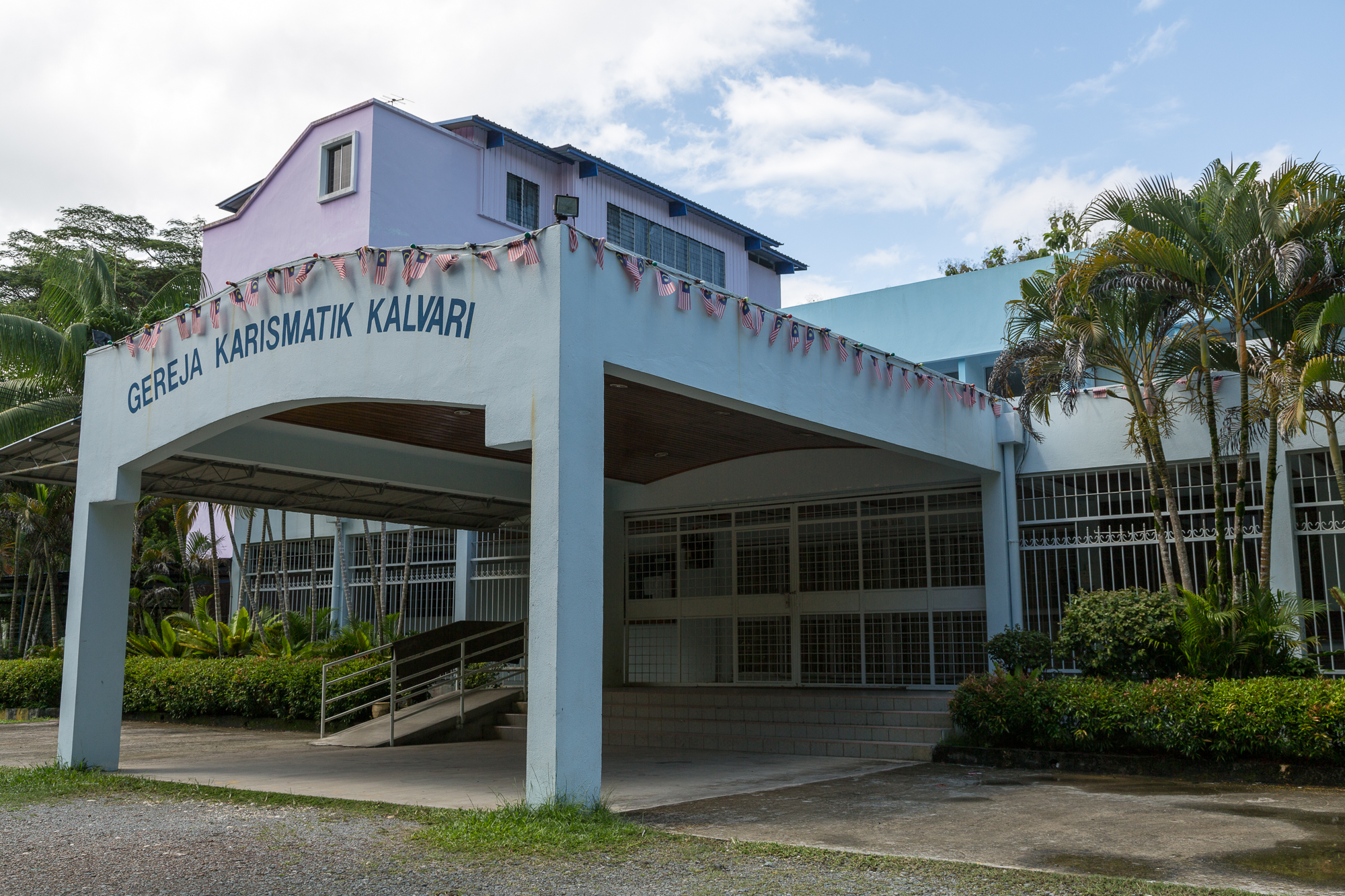
미국의 은사 운동 교회

은사주의자(Charismania)라는 말은 극단적인 은사운동주의자들을 가리켜 근본주의 기독교인들이 부르는 말이다. 어떤 면에서 부정적으로 이 운동을 표현하는데 사용된다.